# ITU-projekt
ITU-projektet er Dansk Boldspil-Union og Team Danmarks talentudviklingsprojekt for herrefodbold. Integreret Talentudvikling (ITU) blev etableret som pilotprojekt i august 2000, og har siden den 1. januar 2004 været en fast aktivitet i DBUs talentudvikling. En fodboldklub kan ansøge om at blive ITU-klub (såfremt de opfylder DBUs krav) og få en ITU-træner tilknyttet til at varetage udviklingen og uddannelsen af klubbens talenter.

## ITU-klubber med ITU-træner tilknyttet
- AGF : Casper Bugge Jensen
- Brøndby IF : Afventer pt. ny ITU-træner
- FC København : Torben Storm
- FC Midtjylland : Kenneth Andersen
- Odense Boldklub : Uffe Pedersen
- Silkeborg IF : Michael Shelley Nielsen
- AaB : Poul Erik Andreasen
- Lyngby Boldklub : Thomas Frank

### Nyligt ekskluderede klubber
- Ekskluderet pr. marts 2007
  - AB : Tonny Nielsen
  - B.93 : Christian Lønstrup
  - Esbjerg fB : Michael Pedersen
  - FC Nordsjælland : Flemming Steen Pedersen
  - Herfølge Boldklub : Per Rud
  - Vejle Boldklub : Karsten Kent Andersen
- Ekskluderet pr. 1. januar 2007
  - Lolland-Falster Alliancen : Brian Fonseca